# 中川俊二

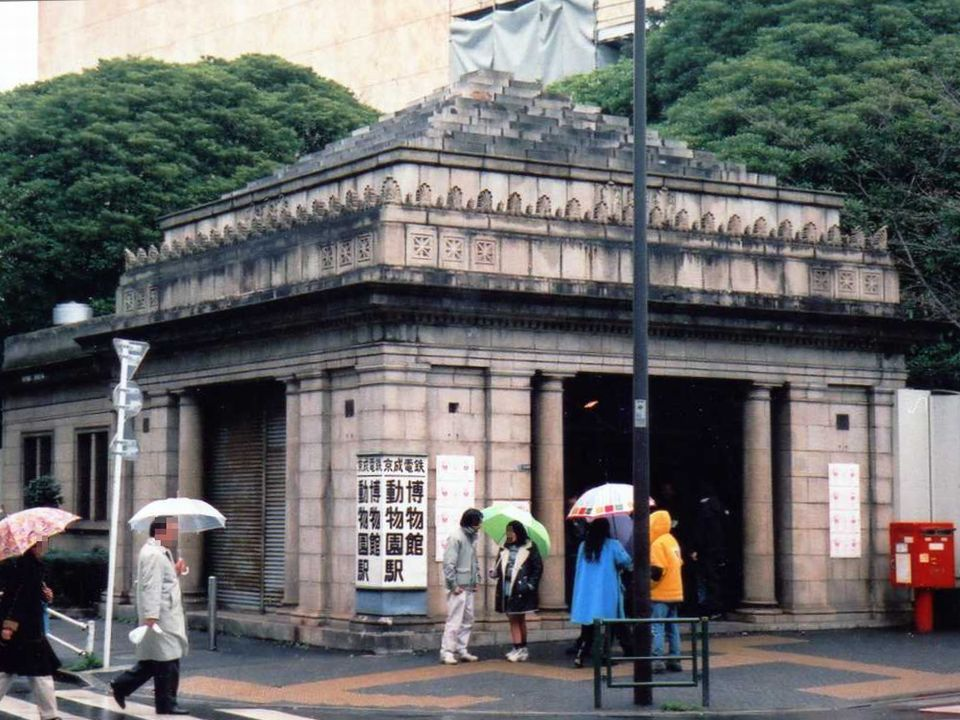
休止以前の博物館動物園駅

中川 俊二（なかがわ しゅんじ、生没年不詳）は、日本の建築家。1931年竣工の「京成・博物館動物園駅」を手がけた。日本の国会議事堂中央部分に似た西洋式の外観が特徴（ただし、国会議事堂よりも先に建てられている）。博物館動物園駅は2004年4月に廃止となったが、保存・再生を願う声も多い。

## 主な作品
- 博物館動物園駅（台東区） - 1931年竣工の駅地上口。皇室用地であった帝室美術館（現在の東京国立博物館）の敷地内に建てられることとなったため、昭和天皇出席の御前会議でデザインが決定されたと言われている。